# Liste der nicaraguanischen Botschafter in Russland

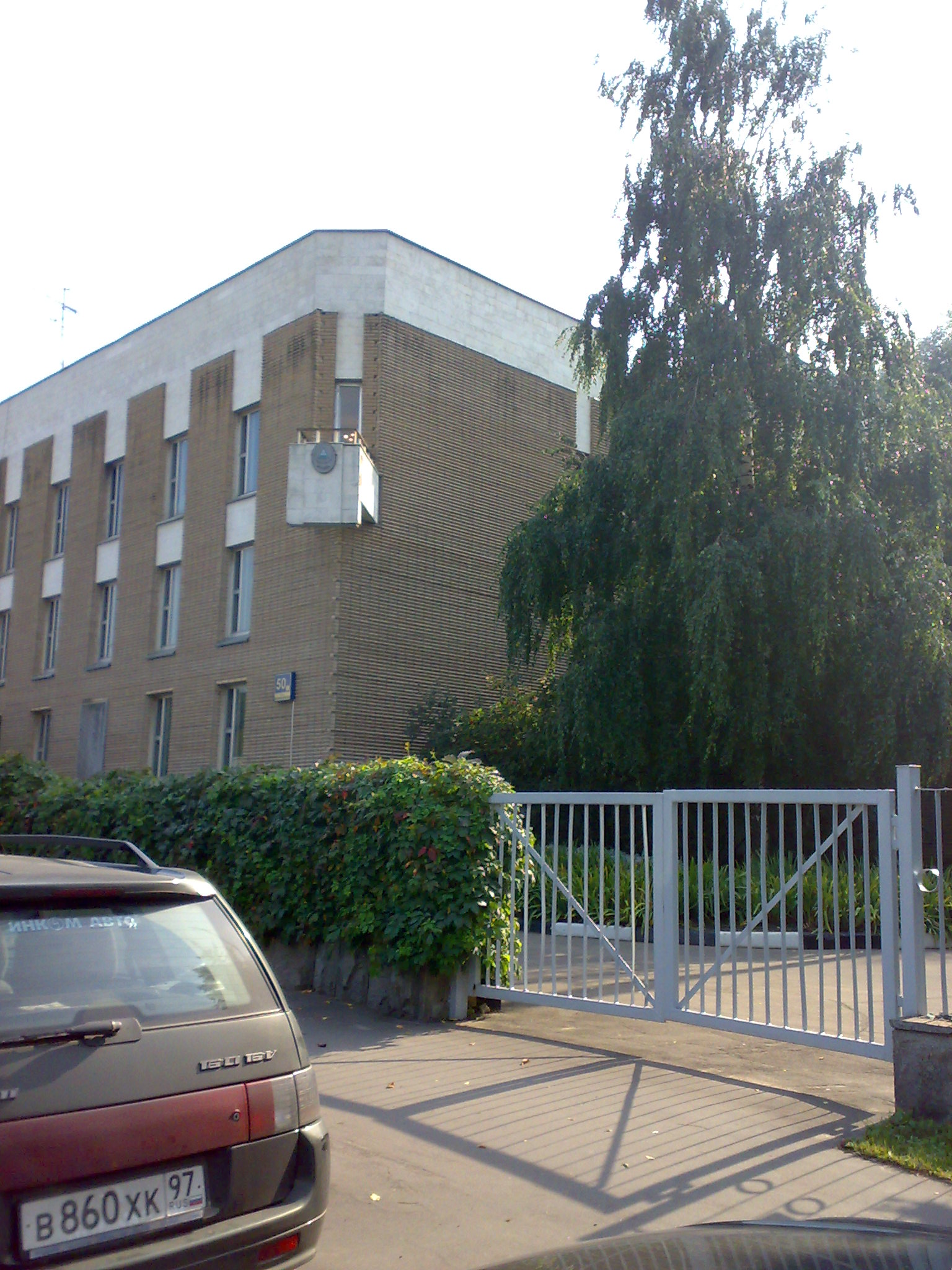
Die nicaraguanische Botschaft befindet sich in der Мосфильмовская улица, д.50 korpus 1 in Moskau.

Dies ist eine Liste der nicaraguanischen Botschafter in Russland.
Der nicaraguanische Botschafter in Moskau ist regelmäßig auch bei der Regierung von Zchinwali, Südossetien, akkreditiert.
| Ernennung/Akkreditierung | Name                                       | Bemerkungen | ernannt von                        | akkreditiert während der Regierung von | Posten verlassen |
| ------------------------ | ------------------------------------------ | --- | ---------------------------------- | -------------------------------------- | ---------------- |
| 1979                     | Jacinto Suárez Espinoza                    | (* 1945), zeitweise Stellvertretender Außenminister | Junta des nationalen Wiederaufbaus | Leonid Iljitsch Breschnew              | 1980             |
| 1981                     | Adeline Gröns-Schindler de Argüello-Olivas | (* 1939), zeitweise Stellvertretender Außenminister | Junta des nationalen Wiederaufbaus | Leonid Iljitsch Breschnew              | 1984             |
| 27. Juni 1990            | Adolfo José Evertsz Velez                  | [ 2 ] | Violeta Barrios de Chamorro        | Boris Nikolajewitsch Jelzin            | 1999             |
| 2000                     | Juan Bautista Sacasa Gomez                 | War neben Julio Pataky († Miami) und Arístides Sánchez Mitglied der Fuerza Unida Revolucionaria, einer Contra (Organisation), Enrique Bolaños Geyer ernannte ihn am 23. Juni 2004 zu seinem Botschafter in Prag. | Arnoldo Alemán                     | Wladimir Wladimirowitsch Putin         | 2003             |
| 2003                     | Carlos Iván Otero Castañeda                | | Enrique Bolaños Geyer              | Wladimir Wladimirowitsch Putin         |                  |
| 2004                     | Piero Coen Ubilla                          | Sohn von Piero Coen Montealegre | Enrique Bolaños Geyer              | Wladimir Wladimirowitsch Putin         |                  |
| 18. Okt. 2010            | Luis Alberto Molina Cuadra                 | (* 9. Februar 1961 in Managua) | Daniel Ortega Saavedra             | Dmitri Anatoljewitsch Medwedew         |                  |